# الموقع (بني مطر)

تعديل مصدري - تعديل

الموقع هي إحدى قرى عزلة ديان بمديرية بني مطر التابعة لمحافظة صنعاء، بلغ تعداد سكانها 840 نسمة حسب تعداد اليمن لعام 2004.